# 庫爾德語
库尔德语（ [ˈkuɾdiː]）是库尔德人使用的语言，母語人口主要在伊朗西北部和土耳其東南部（参看库尔德斯坦），伊拉克、叙利亚亦有不少分佈。屬伊朗语支西伊朗语亞支下三大分支中的西北语組，與屬西南语組的波斯語不同。
用阿拉伯－波斯字母书写的库尔德语索拉尼方言是伊拉克排名第二的官方语言；库尔德语在叙利亚被限制使用。在2002年8月前，土耳其全面禁止使用库尔德语，尤其嚴格禁止库尔德语用於教育和媒體。至今，土耳其仍對庫爾德語的使用施加諸多限制。在伊朗，虽然库尔德语可在媒体使用，但是在教育上亦受到限制。

## 分类
库尔德语由3种不互通的语言构成：
- 北库尔德语，又称库尔曼吉语，有一千五百万至两千万使用者，分布于土耳其东南部，叙利亚北部，伊拉克北部和伊朗西北部，在亚美尼亚，阿塞拜疆和土库曼斯坦也有少数使用者，采用经修改过的拉丁字母（拉丁库尔曼吉庫爾德語），在前苏联地区也采用经修改过的西里尔字母（西里爾庫爾德語）。
- 中库尔德语，又称索拉尼语，有六百万至七百万使用者，分布于伊拉克和伊朗，采用波斯字母（索拉尼庫爾德語），是伊拉克的官方语言之一。
- 南库尔德语，又称佩赫勒瓦尼语，有约三百万使用者，分布于伊拉克和伊朗。

## 参閲
- 库尔德语字母
- 北库尔德语
- 中库尔德语
- 南库尔德语(Southern Kurdish)
- 庫爾德語語法
- 庫爾德語音系(Kurdish phonology)
- Help:庫爾德語與扎扎其-古拉尼語國際音標
- 庫爾德語字體(Kurdish typography)